# El show de Joan Monleon
El show de Joan Monleon va ser un programa d'entreteniment emés per Canal Nou entre 1989 i 1992. Estava dirigit i presentat per Joan Monleon. Va aconseguir un gran èxit mediàtic i es va convertir en un mite de la televisió al País Valencià, i l'únic referent de Canal 9 en els seus primers anys.

## Història
El show de Joan Monleon es va estrenar el 26 de setembre de 1989, durant les emissions en període de proves de TVV. S'emetia en directe, de dilluns a divendres, abans de l'informatiu Notícies 9. La popularitat del Show de Joan Monleon va ser tanta que els dies que el programa no s'emetia en eixa franja horària, les audiències del Notícies 9 queien en picat. Per aquelles dates, ambdós programes tenien una audiència mitjana de més de 250.000 espectadors. Tot i que al principi tenia una durada aproximada de mitja hora, el gran èxit d'audiència que va aconseguir va fer que el programa s'allargara progressivament a una hora.
El programa combinava elements com el concurs, l'espectacle i la cultura popular valenciana. Amb un ritme alegre, improvisat i festiu, bevia dels tòpics valencians, com la paella i les falles, i els passava pel sedàs d'una estètica kistch autòctona, que es manifestava en els colors cridaners i brillants dels decorats i en les jaquetes de lluentons de Monleon. Ràpidament, va aconseguir una gran popularitat i va acabar convertint-se en un mite de la televisió al País Valencià. L'estil personal amb què Joan Monleon conduïa el programa i el seu humor alegre, irònic i particular, esguitat sovint amb frases de doble sentit, van ser les claus del seu gran èxit mediàtic.
L'espai incloïa actuacions musicals, espectacle de varietats, coreografies i proves diverses, on podien participar concursants seleccionats entre el públic i també els espectadors des de casa. Durant la primera temporada també va comptar amb les intervencions de la fada Maribel, personatge interpretat per Joan Monleon, i amb un espai anomenat "Telemonle", esquetx on este presentava un informatiu en clau humorística. Adela Ferrer hi va col·laborar com a "bruixa particular" durant les tres primeres temporades.
Un dels elements més característiques de El show de Joan Monleon eren les seues hostesses, anomenades "monleonetes", que participaven en algunes coreografies i aportaven un toc de cabaret al programa. Entre estes hi va haver l'actriu Maribel Casany, que posteriorment interpretaria el paper de Mari Mari en el programa Fem tele i presentaria l'espai Remeis al rebost, a Punt 2 i Canal Nou Dos.
El públic estava integrat per veïns d'un poble del País Valencià, diferent en cada edició, que solien anar en representació de falles, colles de moros i cristians, associacions de mestresses de casa, bandes de música i altres col·lectius. A l'inici del programa era habitual que els convidats, en representació del seu poble (a voltes es tractava d'alcaldes) o associació, entregaren tota classe de presents a Joan Monleon, com plaques dedicades o productes típics de la seua zona.

## Proves
En cada programa es desenvolupaven diferents proves, on podien participar concursants seleccionats entre el públic, de vegades per sorteig, i també els espectadors des de casa. Entre d'altres, les més populars eren les següents:
- Prova del campanar: Els concursants, des de casa, havien d'endevinar a quin poble del País Valencià pertanyia el campanar que es mostrava en les imatges.[5] Si no l'encertava cap concursant, el premi (de 25.000 pessetes) s'acumulava.
- Prova de les vidrioles: Els concursants havien de traure, amb l'ajuda d'un ganivet, una moneda de l'interior d'una vidriola. El primer que ho aconseguia havia de triar entre quatre noves vidrioles, d'una sèrie de huit, per optar al premi en metàl·lic. La melodia amb què es donava pas a esta secció, interpretada per les "monleonetes", es va fer molt popular. Deia la lletra "A guanyar diners, on estan?, on estan? a guanyar diners..."
- Prova del punt de calça: Tres dones havien de teixir un jersei durant el transcurs del programa. Guanyava la que havia produït més quantitat de teixit al final d'este.
- Prova de les bicicletes: Tres homes havien de competir per fer el màxim de quilòmetres en una bicicleta medicinal durant el transcurs del programa. Guanyava el que havia pedalejat més al final de l'espai.
- Prova de les melodies: L'orquestra del programa interpretava una sèrie de melodies cinematogràfiques i els concursants havien d'encertar el títol de la pel·lícula a la qual pertanyien.
- Prova dels ous: Cinc dones en filera, abillades amb un davantal i un colador a la boca, havien de passar-se un ou l'una a l'altra, a través dels coladors, fins a fer-lo aplegar a un recipient preparat a l'altre extrem. Com més ous aconseguien passar, més gran era el premi.
- Prova de les taronges: Tres concursants havien de competir per pelar millor una taronja. El que la pelava millor s'emportava 25.000 pessetes. En aquesta secció, Monleon solia jugar amb el doble sentit de frases com "A veure qui me la pela millor".
- La paella russa:[5] Prova amb la qual es tancava el programa. Els concursants, des de casa, havien de seleccionar un ingredient de la paella en forma de ruleta instal·lada en el plató per optar als premis corresponents. El premi estrella era un cotxe, però també podien tocar diferents quantitats de diners, ordinadors o premis de menys valor. Joan Monleon solia jugar amb el doble sentit de frases com "Vol que li toque el conill?".[4] La secció es va convertir en una icona del programa.[11][4]

A més a més, Joan Monleon repartia xicotets premis en metàl·lic entre el públic, al crit de "cinc mil pessetes!", frase que també es va fer molt popular. Estos premis s'entregaven simplement com a obsequi per l'assistència al programa o per respondre algunes preguntes.

## Recepció i legat
Tot i emetre's sols a València, va arribar a ser un dels programes més vistos de la televisió a tot l'Estat Espanyol, un cas estrany en la programació de Canal 9. El programa va rebre crítiques per coent o per presentar un guió fàcil o fins i tot inculte. El vicepresident de Televisa, el mexicà d'origen valencià Luis de Llano, el va comparar amb la programació que es feia a Mèxic vint anys enrere. També va rebre crítiques favorables per part d'alguns intel·lectuals.
Set mesos després de la seua estrena, 60.000 persones volien assistir com a públic i arribaven unes 400.000 cartes setmanals, fins i tot des de fora de territori valencià. En juliol de 1992 es va traslladar a primera hora de la vesprada per a reforçar l'audiència de Canal 9 en aquella franja horària, i per a la temporada de 1992-1993 es va eliminar de la programació, adduint un fi de cicle d'un programa que va variar entre els 332.000 espectadors en març de 1990 i els 200.000 d'abril de 1991. Cada programa costava 800.000 pessetes, incloent 300.000 per als premis en metàl·lic, una xifra molt baixa.